# Стоунволл (фильм, 1995)
«Стоунволл» (англ. Stonewall) — драма 1995 года, в основе которой лежат события, произошедшие летом 1969 года в районе Гринвич-Виллидж, Нью-Йорк, которые стали поворотным моментом в истории борьбы геев за свои права. Сценарий написан по воспоминаниям историка, профессора Нью-Йоркского университета Мартина Дубермана. Фильм стал последним в карьере британского режиссёра Найджела Финча, который вскоре после премьеры картины скончался от СПИДа. Несмотря на то, что фильм является художественным, Финч применяет нестандартные для игрового кино решения, свойственные документалистике, например: интервью с реальными свидетелями и участниками тех событий. По фильму был поставлен спектакль, премьера которого состоялась на Эдинбургском театральном фестивале в 2007 году. В настоящее время спектакль идет в Лондоне.

## Сюжет
Мэтти Дин, веселый молодой человек, прибывает в Нью-Йорк на автобусе и сразу же направляется в Гринвич-Виллидж. Там он знакомится с трансвеститом Ла Миранда и его друзьями, которые помогают парню пройти в Стоунволл-инн. В бар с облавой приезжает полиция, Мэтти и Ла Миранду арестовывают.
Из полицейского участка их вытаскивает Бостония, которая является покровителем всех дрэг-квин, собирающихся в баре. Бостония также является тайным любовником мафиози Винни — управляющего Стоунволл-инн. Мэтти приезжает в квартиру к Ла Миранде, где узнает, что её призывают в армию. Они разговаривают всю ночь. Утром Мэтти уходит на собрание Общества Маттачине, где встречает Берта и Итана, с которым столкнулся в ночь перед арестом. Группа планирует провести пикет перед Залом Независимости в Филадельфии. Итан и Мэтти разговаривают некоторое время после заседания, затем Мэтти идет навстречу к Лa Миранде. Они едут в секретное место, где Мэтти присутствует при тайном обряде «перерождения» молодого человека Хозе в девушку Камелию. После церемонии они возвращаются в квартиру Ла Миранды и занимаются любовью.
Мэтти Дин начинает проводить больше времени с Итаном, который печатается в журнале под псевдонимом.
Ла Миранда приходит на призывной пункт, где получает направление на психиатрическое освидетельствование. В прошлом у Лa Миранды уже был неудачный опыт общения с психиатрами, поэтому Мэтти надевает одежду Ла Миранды и встречается с врачом вместо неё. Врач дает Мэтти справку о том, что Ла Миранда не годна к военной службе. По дороге домой Ла Миранда признается Мэтти в любви.
На очередной встрече Общества Маттачине, Мэтти слушает доклад психиатра, который рассказывает о гомосексуальности, как о болезни. Не дослушав до конца, Мэтти покидает собрание. После встречи Берт, Итан и Мэтти спорят о том, что сказал психиатр. Они встречаются с репортером и фотографом из газеты Village Voice, чтобы показать журналистам как закон о запрете продажи алкоголя гомосексуалам действует на практике. Во всех барах им спокойно наливают. Но как только они приходят в Стоунволл-инн, им отказываются наливать и едва не выгоняют из бара, однако за них заступается Бостония. В баре Мэтти и Итан встречаются с Ла Мирандой, и Итан насмехается над ней. Ла Миранда понимает, что Мэтти не сказал своим друзьям о ней и выбегает из бара. Мэтти идет за ней, они спорят. Мэтти намекает, что ему нравятся не переодетые, а мужественные мужчины. Мэтти уходит к Итану.
Винни встречается с Бостонией в стороне от посторонних глаз. Он рассказывает о клинике под названием «Дворец снов» и говорит ей, что он хочет, чтобы она сделала операцию по смене пола для того, чтобы они смогли вступить в брак. Бостония категорически против. Винни разочарован.
После пикета в Филадельфии, Итан отвозит Мэтти на Фаер Айленд. Огненный остров, который Этан описывает как «небеса». «Небеса» включает в себя такие репрессивные функции, что мужчины не могут танцевать лицом к лицу, не разрешается танцевать вообще, если есть женщина на танцполе. Мэтти не желает скрывать свою ориентацию, поэтому он оставляет Итана и возвращается к Ла Миранде.
Бостония смотрит по телевизору репортаж о похоронах Джуди Гарленд. Чтобы развеселить её, Винни решает выйти с ней «в свет». Они идут в ресторан, откуда их вежливо просят уйти. На следующее утро Винни пускает себе пулю в голову. Перед самоубийством Винни оставляет Бостонии все свои деньги и надпись губной помадой на зеркале: «Я тебя люблю».
Ночью в Стоунволл-инн приезжает полиция с очередным рейдом. Некоторых из драг-квин арестовали, в том числе и Бостонию. Когда её вывели из бара, полицейский стал оскорблять её: «Бедный маленький педик, ты не знаешь, хочешь убить или поцеловать меня?» После чего Бостония ударила его по лицу со словами: «Полагаю, что я решила». Бостония и другие геи, лесбиянки и трансгендеры атакуют полицейских. Начинаются массовые беспорядки.

## В ролях
- Гильермо Диас — Ла Миранда
- Фредерик Уэллер — Мэтти Дин
- Брендон Корбалис — Итан
- Дуэйн Бутт — Бостония
- Брюс МакВитти — Винни
- Питер Ретри — Берт
- Дуайт Ивелл — Хелен Уилс
- Мэтью Фейбер — мисс Мокси
- Майкл МакЭлрой — принцесса Эрнестина
- Луис Гусман — Вито
- Джо Дидайо — Анджело

Роли, которые исполняют Гильермо Диас, Фредерик Уэллер, Дуэйн Бутт, Брендон Корбалис, Дуайт Ивелл и Луис Гусман, имеют реальных прототипов.

## Исторические неточности
Несмотря на то, что фильм основан на реальных событиях, в фильме есть некоторые исторические неточности:
- Момент, когда героям фильма отказали в продаже алкоголя не соответствует действительности, поскольку закон о запрете продажи алкоголя гомосексуалам был отменен в 1966 году, за три года до событий, описанных в фильме. К тому же в баре Стоунволл-инн этот закон никогда не соблюдался.
- Герой фильма Мэтти не мог участвовать в пикете Общества Маттачине перед Залом Независимости в Филадельфии, поскольку он проходил 4 июля 1969 года, что на 8 дней позже финальных событий фильма[2].
- До сих пор не доказано, что мотивирующим фактором стоунволлских бунтов стала смерть актрисы Джуди Гарленд[3].

## Интересные факты
- Плакат, который в начале фильма прибивают на стену, в сентябре 1969 года действительно висел на фасаде бара Стоунволл-инн. Надпись на плакате гласила: «Мы, гомосексуалы, просим наших людей по возможности помогать поддерживать мирное и тихое поведение в Гринвич-Виллидж. Маттачине».
- Песня, которую поёт Мэтти Дин после митинга в автобусе — американская патриотическая песня Боевой гимн Республики, написанная в честь борца за расовое равноправие Джона Брауна, поднявшего в 1859 году восстание против рабства в США и казненного за мятеж.

## Саундтрек

Обложка саундтрека к фильму

1. The Shangri-Las — «Give Him a Great Big Kiss»
2. The Butterflies[нидерл.] — «Gee Baby Gee»
3. The Shangri-Las — «Sophisticated Boom»
4. The Shirelles — «Ooh Poo Pah Doo»
5. The Shangri-Las — «Remember (Walkin' in the Sand)»
6. The Ad Libs — «Boy from New York City»
7. Judy Garland — «Zing! Went the Strings of My Heart»
8. Patti LaBelle and the Bluebelles — «Down the Aisle»
9. Bessie Banks — «Go Now»
10. Judy Garland — «Over the Rainbow»
11. Barenaked Ladies — «What a Good Boy»
12. The Shangri-Las — «Give Him a Great Big Kiss» (Hani’s Kiss Mix)

## Премии и награды
Фильм получил следующие призы:
- Лондонский кинофестиваль BFI — Приз зрительских симпатий
- Кинофестиваль Frameline, Сан-Франциско — Лучший художественный фильм
- Кинофестиваль Outfest, Лос-Анджелес — Лучший сценарий